# Paseo del Puerto
El Paseo del Puerto es un complejo de uso mixto chileno inaugurado en 2012, luego de la ampliación y remodelación del edificio de la antigua estación de trenes del Puerto de Valparaíso, construido en 1937. Fue galardonado en 2012 con el Premio Juan Ross de Edwards, en reconocimiento a su iniciativa enfocada en la restauración y restauración del patrimonio arquitectónico existente, adaptándolo para su uso contemporáneo.

## Historia
La parte antigua del edificio, correspondiente a todo lo que pertenecía a la antigua Estación Puerto, fue diseñada por el arquitecto Luis Herreros Erquiaga, siendo inaugurado en 1937, en un espacio ganado al mar en el Molo de Abrigo, frente a la costa del océano Pacífico. Este edificio fue diseñado en una transición del art decó y el racionalismo funcionalista, siendo construido en paralelo al Edificio de la Dirección Nacional de Aduanas, lo que le permitió alcanzar una notable simetría y similitud en su infraestructura y tonalidad con éste último, destacando en ambos una edificación tipo torre en la esquina que se asoma hacia la costa.
El edificio fue adquirido por el grupo inmobiliario Nialem, el cual presentó en 2011 un proyecto de remodelación con restauración de la fachada histórica al Consejo de Monumentos Nacionales, como una estrategia para recuperar los espacios patrimoniales de la ciudad, adaptándolos para satisfacer las necesidades tanto de los turistas, especialmente a quienes acuden al muelle Prat y la plaza Sotomayor, como también a los residentes locales dentro del plan de Valparaíso y de los cerros cercanos. Dicha restauración y readaptación del inmueble se completó en 2012. En 2019, el consorcio decidió poner a la venta el edificio en su totalidad.

## Componentes
El actual edificio alberga un centro comercial, con diferentes locales de venta minorista, un patio de comidas, un supermercado, una sección completa de oficinas, la sede de un instituto profesional y un hotel.